# William Fridericia
William Fridericia (født 4. marts 1909, død 5. marts 1996) var en dansk billedhugger og maler. Han boede i Svaneke med sin hustru Ida-Merete Erlandsen, der tegnede mønstre til broderier. Han har lavet skulpturer af potteskår: en statue af Christian 4. der er på Christianhavns Gymnasium og et morsomt cirkusrelief på Svanekegaarden på Østbornholm.